# Herr Jesu Christ, wahr' Mensch und Gott, BWV 127
Herr Jesu Christ, whahr’ Mensch und Gott, BWV 127 (Senyor Jesucrist, veritable Home i Déu), és una cantata religiosa de Johann Sebastian Bach per al diumenge de quinquagèsima o d’Estomihi, que és l'anterior a la quaresma, estrenada a Leipzig, l'11 de febrer de 1725.

## Origen i context
L'autor, anònim, es basa en l'himne homònim de Paul Eber (1562), del que conserva literalment la primera i la vuitena estrofes per als números inicial i final, mentre que les altres s'aprofiten lliurement per a la resta de moviments de la cantata. Igual que les altres cantates per a aquest diumenge, el text està molt relacionat amb l'evangeli del dia Lluc (18, 31-43), en què Jesús anuncia per tercera vegada la seva mort i resurrecció, i l'episodi de la guarició d'un cec a prop de Jericó. La música reflecteix un ampli conjunt d'idees i conceptes, com la proclamació de Jesús com a veritable home i Déu, la idea de la mort, la fi del món i el judici final. Amb aquesta obra es tanca el primer cicle de cantates corals, iniciat l'11 de juny de l'any anterior, el primer diumenge després de la Trinitat. Per a aquest diumenge, que també s'anomena d’Estomihi – les paraules inicials de l'introit de la missa llatina– es conserven tres altres cantates, la BWV 22, la BWV 23 i la BWV 159.

## Anàlisi
Obra escrita per a soprano, tenor, baix i cor; trompeta aguda, dues flautes dolces, dos oboès, corda i baix continu. Consta de cinc números.
1. Cor: Herr Jesu Christ, whahr’ Mensch und Gott (Senyor Jesucrist, veritable Home i Déu)
2. Recitatiu (tenor): Wenn alles sich zur letzten Zeit entsetzet (Quan tot s'aterreixi en la darrera hora)
3. Ària (soprano): Die Seele ruht in Jesu Händen (L'Ànima descansa a les mans de Jesús)
4. Recitatiu i ària (baix): Wenn einstens die Posaunen schallen (Quan un dia ressonin les trompetes)
5. Coral: Ach, Herr, vergib all unsre Schuld (Ah, Senyor, perdona'ns tots els pecats)

La base del cor inicial – un veritable tractat de tècnica polifònica al servei de la teologia– és la melodia del coral, confiat com a cantus firmus al soprano que l'entona frase a frase; l'orquestra presenta un segon coral, Christe, du Lamm Gottes, versió alemanya de l'Agnus Dei, a càrrec dels violins. Després del recitatiu secco del tenor arriba l'ària de soprano, número 3, que és el nucli central de l'obra. La veu, que parla de la mort com si fos un somni, dialoga amb l'oboè sobre el fons de les flautes i el continu, en la part central el pizzicato de la corda imita el toc a morts de les campanes. El número 4 següent, a càrrec del baix, presenta una estructura molt particular, després d'un recitatiu secco acompanyat per l'orquestra, apareixen tres passatges de recitatiu amb el continu, el segon dels quals és de tipus arioso, a més, entre cada passatge s'hi intercala una ària amb l'acompanyament de tota l'orquestra. El moviment expressa el Judici final amb el crepitar de les cordes i el continu i la presència de la trompeta i acaba amb les paraules Ich breche mit starker und helfender Hand (amb mà ferma i compassiva trencaré) repetides quatre vegades, que Bach utilitzarà posteriorment en un cor de la Passió segons sant Mateu (BWV 244). El coral canta l'octava estrofa de l'himne amb la súplica final “Fins que ens adormim en la beatitud” entonada pel soprano doblat per les flautes. Té una durada aproximada d'uns vint minuts.

## Discografia seleccionada
- J.S. Bach: Das Kantatenwerk. Sacred Cantatas Vol. 7. Gustav Leonhardt, Knabenchor Hannover (Heinz Hennig, director), Collegium Vocale Gent (Philippe Herreweghe, director), Leonhardt-Consort, Sebastian Hennig (solista del cor), Kurt Equiluz, Max van Egmond. (Teldec), 1994.
- J.S. Bach: The complete live recordings from the Bach Cantata Pilgrimage. CD 11: King’s College Chapel, Cambridge; 5 de març de 2000. John Eliot Gardiner, Monteverdi Choir, English Baroque Soloists, Ruth Holton, James Oxley, Peter Harvey. (Soli Deo Gloria), 2013.
- J.S. Bach: Complete Cantatas Vol. 11. Ton Koopman, Amsterdam Baroque Orchestra & Choir, Sibylla Rubens, Christoph Prégardien, Klaus Mertens. (Challenge Classics), 2005.
- J.S. Bach: Cantatas Vol. 34. Masaaki Suzuki, Bach Collegium Japan, Carolyn Sampson, Gerd Türk, Peter Kooij. (BIS), 2005.
- J.S. Bach: Church Cantatas Vol. 40. Helmuth Rilling, Gächinger Kantorei, Bach-Collegium Stuttgart, Arleen Auger, Lutz-Michael Harder, Wolfgang Schöne. (Hänssler), 1999.
- J.S. Bach: Cantatas BWV 67, 108 & 127. Karl Richter, Members of the Orchestra of the Münchner Staatsoper, Münchner Bach Chor, Antonia Fahberg, Peter Pears, Kieth Engen. (Teldec), 1992.
- J.S. Bach: Jesus, deine Passion. Cantatas BWV 22, 23, 127 & 159. Philippe Herreweghe, Collegium Vocale Gent, Dorothee Mields, Jan Kobow, Peter Kooij. (Harmonia Mundi), 2009.